# Качелайское сельское поселение
Качелайское се́льское поселе́ние — муниципальное образование в Кочкуровском районе Мордовии Российской Федерации.
Административный центр — село Качелай.

## История
Статус и границы сельского поселения установлены Законом Республики Мордовия от 28 декабря 2004 года № 121-З «Об установлении границ муниципальных образований Кочкуровского муниципального района, Кочкуровского муниципального района и наделении их статусом сельского поселения и муниципального района».

## Население
| 2002 | 2010 | 2012 | 2013 | 2014 | 2015 | 2016 |
| ---- | ---- | ---- | ---- | ---- | ---- | ---- |
| 803  | ↘702 | ↘696 | ↘664 | ↘657 | ↘643 | ↘615 |
| 2017 | 2018 | 2019 | 2020 | 2021 |      |      |
| ↘593 | ↘583 | ↘569 | ↘562 | ↘476 |      |      |

## Состав сельского поселения
| № | Населённый пункт | Тип населённого пункта            | Население |
| - | ---------------- | --------------------------------- | --------- |
| 1 | Качелай          | посёлок железнодорожного разъезда | ↗19       |
| 2 | Качелай          | село, административный центр      | ↗377      |
| 3 | Татарский Умыс   | село                              | ↘306      |